# Sibi (Pakistan)
Pour les articles homonymes, voir Sibi.
Sibi (en ourdou : سِبی) est une ville de la province du Baloutchistan au Pakistan.

## Historique
Le district de Sibi a été établi en 1903.

## Démographie
La population de la ville a été multipliée par plus de trois entre 1972 et 2017 selon les recensements officiels, passant de 19 989 habitants à 64 427. Entre 1998 et 2017, la croissance annuelle moyenne s'affiche à 1,5 %, bien inférieure à la moyenne nationale de 2,4 %. Selon le recensement de 2023, la population de la ville monte à 69 300 habitants.
La ville est particulièrement diverse, puisqu'elle comprend quatre communautés linguistiques différentes. Le baloutchi reste la langue la plus répandue, parlée par 40 % des habitants, tandis que 27 % sont locuteurs du sindhi, 15 % du saraiki ainsi que 4 % pour l'ourdou et le pendjabi.
Essentiellement musulmane, la ville inclut une communauté hindoue de près de 3 000 fidèles, presque 5 % de la population.
Le taux d'alphabétisation de la ville s'élève à 68 % en 2023 (contre une moyenne nationale de 61 % et provinciale de 42 %), dont 77 % pour les hommes et 59 % pour les femmes.
|            | 1972 (rec.) | 1981 (rec.) | 1998 (rec.) | 2017 (rec.) | 2023 (rec.) |
| ---------- | ----------- | ----------- | ----------- | ----------- | ----------- |
| Population | 19 989      | 23 043      | 48 467      | 64 427      | 69 300      |

## Prise d'otages du Jaffar Express
Le 11 mars 2025, le Front de libération du Baloutchistan attaque le Jaffar Express (en) à proximité de Sibi après avoir détruit la voie ferrée à l'aide d'explosifs, et prend en otages ses 450 passagers.